# Stanisław Bugajski (profesor gimnazjalny)
Stanisław Bugajski, ps. „Chrzan”, „Grający Bór” (ur. 3 listopada 1889 w Suchej, zm. 15 stycznia 1956 w Krakowie) – polski profesor gimnazjalny, podporucznik piechoty rezerwy Wojska Polskiego, żołnierz Legionów Polskich i Armii Krajowej, instruktor harcerski, kompozytor i autor tekstów, w latach 1932–1939 Naczelnik Wydziału Szkół Powszechnych w Ministerstwie Wyznań Religijnych i Oświecenia Publicznego.

## Życiorys
Urodzony 3 listopada 1889 w Suchej (obecnie Sucha Beskidzka), był synem Juliana Jakuba Bugajskiego, strażnika kolejowego, oraz Elżbiety z Gomółków Bugajskiej, wychowanki i guwernantki u hrabiny Konstancji Stadnickiej, a następnie hrabiny Olimpii Stadnickiej na dworze w Białej Niżnej. Wkrótce rodzina przeprowadza się do Nowego Sącza. Tam Stanisław Bugajski kończy szkołę ludową oraz 2. c.k. Gimnazjum (patent dojrzałości – 1909). Następnie rozpoczyna studia w Seminarium Duchownym w Tarnowie, jednak po dwóch latach porzuca je i przenosi się na Wydział Filozoficzny Uniwersytetu Jagiellońskiego na kierunek filologia klasyczna. W lipcu 1914 r. zgłasza się do Związku Strzeleckiego w Nowym Sączu, a następnie zostaje przydzielony do 4. batalionu 13. kompanii 2. Pułku Piechoty Legionów Polskich. We wrześniu 1914 r. mianowany kapralem. W 1915 r. przydzielony do Kompanii Sztabowej, a następnie do 8. kompanii 4. Pułku Piechoty Legionów. W czerwcu 1915 r. awansowany na sierżanta. W 1917 r., po kryzysie przysięgowym, internowany w obozie w Szczypiornie. Następnie w 16. Pułku Piechoty Armii Austriackiej, zwolniony z wojska na podstawie badań lekarskich pod koniec sierpnia 1918 r.
Po I wojnie światowej trzykrotnie odznaczony Krzyżem Walecznych oraz Krzyżem Niepodległości, awansowany także na podporucznika rezerwy. 28 lutego 1920 r. uzyskuje uprawnienia do nauczania j. łacińskiego i j. polskiego w gimnazjach. Pracuje w 1. i 2. Gimnazjum w Nowym Sączu. Jest także instruktorem harcerskim, a w latach 1921–1924 pełni funkcję komendanta Męskiego Hufca Harcerzy w Nowym Sączu. Śpiewa, a następnie dyryguje w Męskim Chórze Związku Zawodowego Kolejarzy „Echo” w Nowym Sączu. Podczas obozu harcerskiego w Przysietnicy w 1919 r. komponuje i pisze tekst hymnu O Panie Boże Ojcze Nasz, który staje się Modlitwą Harcerską.
W 1927 r. zostaje wizytatorem szkół w Kuratorium Łódzkim, potem Lubelskim, następnie kuratorem Okręgu Szkolnego Lubelskiego, a w 1932 r. Naczelnikiem Wydziału Szkół Powszechnych w Ministerstwie Wyznań Religijnych i Oświecenia Publicznego. Zostaje także członkiem 16. Warszawskiej Drużyny Harcerskiej im. Zawiszy Czarnego. W 1936 r., podczas uroczystości 25-lecia Drużyny, tworzy Hymn Szesnastki. Jest także kompozytorem pieśni: Defilada (sł. Jerzy Braun), Nasze pieśni (sł. Bronisława Szczepańcówna) oraz Po całej Polsce (sł. Bronisława Szczepańcówna).
W czasie II wojny światowej zostaje dyrektorem Szkoły Podstawowej nr 98 w Warszawie oraz kierownikiem tajnych kompletów Gimnazjum i Liceum im. Stanisława Staszica. Wstępuje także do 7. kompanii motorowej „Iskra” Batalionu „Kiliński” Armii Krajowej. Bierze udział w powstaniu warszawskim, walczy w rejonie Śródmieścia. Po upadku powstania przedostaje się do Krakowa, gdzie po wojnie zostaje nauczycielem w 4. Liceum i Gimnazjum im. Jana Sobieskiego.
Umiera 15 stycznia 1956 r. w Krakowie. Spoczywa na Cmentarzu Rakowickim (kwatera LXXXVIII-24-29).

### Rodzina
Jego żoną była harcmistrzyni i działaczka społeczna Maria z Wusatowskich Bugajska, a dziećmi: Jan, podharcmistrz, student Politechniki Warszawskiej, instruktor tajnych kursów zastępowych, więzień Pawiaka, rozstrzelany 16 lipca 1943 r. oraz Stanisław, aktor, reżyser, dyrektor teatrów.

## Ordery i odznaczenia
- Krzyż Niepodległości (15 kwietnia 1932)[19]
- Krzyż Kawalerski Orderu Odrodzenia Polski (9 listopada 1932)[20]
- Krzyż Walecznych (trzykrotnie)